# The Needle and the Damage Done
The Needle and the Damage Done ist ein Lied des kanadischen Singer-Songwriters Neil Young aus dem Jahr 1972, das erstmals auf dem Album Harvest veröffentlicht wurde. Es ist eine Liveaufnahme von Januar 1971, in der er zur akustischen Gitarre singt. Es erschien unter anderem auch auf der Kompilation Decade (1977) und auf Live Rust (1979).

## Inhalt
Der Song behandelt die Zerstörung eines Menschen durch Heroin aus der Sicht eines Freundes. Young hatte Drogensucht bei mehreren befreundeten Musikern erlebt. Das Lied war eine Vorwegnahme des Albumthemas von Tonight’s the Night von 1975, das Youngs Trauer über den Drogentod von Danny Whitten (1943–1972) und Youngs Roadie Bruce Berry (1950–1973) widerspiegelt. Wenige Sekunden nach der letzten Zeile Every Junkie is like a setting sun endet die kaum zwei Minuten lange Aufnahme abrupt.
Auf den handgeschriebenen Liner Notes des Albums Decade schrieb Young über das Lied:

„Ich bin kein Prediger, aber Drogen haben eine Menge großartiger Männer getötet.“

Der Song erschien auch auf Youngs Album Unplugged sowie 2007 auf dem Album Live at Massey Hall 1971. Das Album enthält Youngs Einführung:

„Seit ich Kanada vor ungefähr fünf Jahren verließ und nach Süden gezogen bin, habe ich eine Menge Dinge herausgefunden, die ich nicht wusste, als ich gegangen bin. Einige von ihnen sind gut und einige von ihnen sind schlecht. Ich habe viele großartige Musiker gesehen, bevor sie auftraten ... bevor sie berühmt wurden ... weißt du, als sie nur spielten. Fünf und sechs Sets pro Nacht ... solche Dinge. Und ich habe viele großartige Musiker gesehen, die niemand je gesehen hat. Aus dem einen oder anderen Grund. Aber ... seltsamerweise waren die wirklich Guten ... die man nie zu sehen bekam ... wegen, ähm, Heroin. Und das passierte wieder und wieder. Dann passierte es jemandem, den jeder kannte. Also habe ich ein kleines Lied darüber geschrieben.“

## Veröffentlichung
The Needle and the Damage Done erschien erstmals am 1. Februar 1972 bei Reprise Records, als Teil von Youngs viertem Studioalbum Harvest. Am 17. April desselben Jahres erschien das Lied zunächst als B-Seite zu Old Man. Am 5. Juli 1993, im Zuge der Veröffentlichung des Livealbums Unplugged, erschien es erstmals als eigenständige Single.

## Chartplatzierungen
The Needle and the Damage Done stieg am 11. Juli 1993 für eine Woche auf Rang 75 der britischen Charts ein. Die Single avancierte nach Heart of Gold (März 1972), Four Strong Winds (Januar 1979) und Harvest Moon (Februar 1993) zum vierten Charthit für Young im Vereinigten Königreich.
| ChartsChartplatzierungen     | Höchstplatzierung | Wochen |
| ---------------------------- | ----------------- | ------ |
| Vereinigtes Königreich (OCC) | 75 (1 Wo.)        | 1      |

## Referenzen in der populären Kultur
- Das Lied war die Inspiration für die erste Single The Damage Done von The Sisters of Mercy (1980).
- Der Titel wurde als Albumtitel für die zweite Folge der Nirvana Outcesticide Bootleg-Serie (1995) verwendet.
- Die Titelgeschichte des Rolling Stone über den Alice-in-Chains-Sänger Layne Staley, einen bekannten Heroinsüchtigen, trägt den Titel (Ausgabe 727).
- Ein Verweis auf den Titel findet sich im Song Understanding in a Car Crash auf dem Album Full Collapse (2001) von Thursday.
- Song to Say Goodbye aus dem Placebo-Album Meds (2006) enthält die Referenz „your needle and your damage done.“
- Ein Verweis auf den Titel erscheint in dem Song Genetic Design For Dying aus Aidens Album Nightmare Anatomy (2005).
- In der New Girl Folge Bully bezieht sich Schmidt auf das Lied und sagt „Schmiddle and the damage done. Yo Neil Young. Yo Neil Young.“ zu seiner Geliebten.
- Eine Folge von Will & Grace aus dem Jahr 2002 trägt den Titel The Needle and the Omelet's Done.[6]
- Ein Horrorroman namens Milk-Blood, der sich auf den Text des Liedes bezieht, wurde 2014 veröffentlicht.[7]